# Ибн Малик
Абу́ Абдулла́х Муха́ммад ибн Абдуллах ибн Ма́лик ат-Та́и аль-Джайа́ни, более известный как Ибн Ма́лик (араб. ابن مالك‎, Хаэн, 1206 — Дамаск, 1274) — один из величайших арабских филологов своего времени, автор дидактической поэмы о грамматике «Альфия» («Тысячестишие»), слава которого затмила самого Сибавейхи.

## Биография
Ибн Малик родился в 1206 году на территории нынешней Испании, в городе Хаэн (по араб. Джайан). Из-за того, что родной город был завоёван кастильцами, совершил хиджру в Шам (Левант). Почти всю жизнь провёл в Дамаске, где и умер в 1274 году. Молитву-джаназа над ним прочитали в Омейядской мечети, а похоронили у подножия Джебель-Касиюн. Неподалёку от его могилы захоронен Ибн Кудама аль-Макдиси.